# Охрид (1943)
„Охрид“ е български вестник, издание на Охридската общоградска фондация „Св. Климент Охридски“.
Излиза в единствен брой на 8 декември 1943 година в Охрид, тогава анексиран от България. Печата се в печатница „България“ в 20000 тираж и цена 5 лева. Редактор е Богомил Шаренков. Вестникът е паметен лист, посветен на Свети Климент Охридски, по случай честването на празника му на 8 декември. Стои на националистически позиции. Сред авторите му са Иван Снегаров, Кирил Пърличев, Кирил Мирчев, Димитър Друмев.